# پیتزا تاور
پیتزا تاور یا برج پیتزا (به انگلیسی: Pizza Tower) یک بازی پرشی محصول سال ۲۰۲۳ می‌باشد که توسط توسعه‌دهندهٔ ایندی تور دو پیتزا ساخته شده‌است. داستان این بازی دربارهٔ سرآشپز پیتزا، پپینو اسپگتی است که باید از یک برج بالا برود تا جلوی نابودی پیتزافروشی‌اش را بگیرد. بازیکن در ۲۰ مرحله‌ای که به صورت کناری پیمایش می‌شوند، با پیدا کردن آیتم‌ها و نابود کردن دشمنان، کمبو ساخته و امتیازش را بالا می‌برد. در پایان هر مرحله، یک سکانس فرار فعال می‌شود و بازیکن باید در مدت زمانی محدود به ابتدای مرحله بازگردد. پیتزا تاور از سیستم سلامتی یا جان استفاده نمی‌کند و میزان سختی آن به انتخاب‌های بازیکن در زمینهٔ اهداف بستگی دارد.
توسعهٔ این بازی که پنج سال به طول انجامید تحت هدایت طراح ناشناسی با نام مستعار مک‌پیگ و برنامه‌نویس سرتیف انجام شد. پیتزا تاور در ابتدا به‌عنوان یک بازی نقش‌آفرینی با عناصر ترس و بقا طراحی شده بود، اما به مرور با الهام از مجموعهٔ فراموش‌شدهٔ واریو لند نینتندو، به یک پلتفرمر تبدیل شد — که مک‌پیگ قصد داشت برای این مجموعه دنباله‌ای معنوی بسازد. این بازی با استفاده از موتور گیم‌میکر توسعه داده شدو از سبک پیکسل‌آرت کارتونی با وضوح بالا بهره می‌برد که از انیمیشن باب‌اسفنجی شلوارمکعبی و کمیک‌های فرانسوی الهام گرفته شده است. این بازی از نظر گیم‌پلی و طراحی مراحل، بر پایهٔ واریو لند ۴ (۲۰۰۱) بنا شده.